# Liliowy Karb

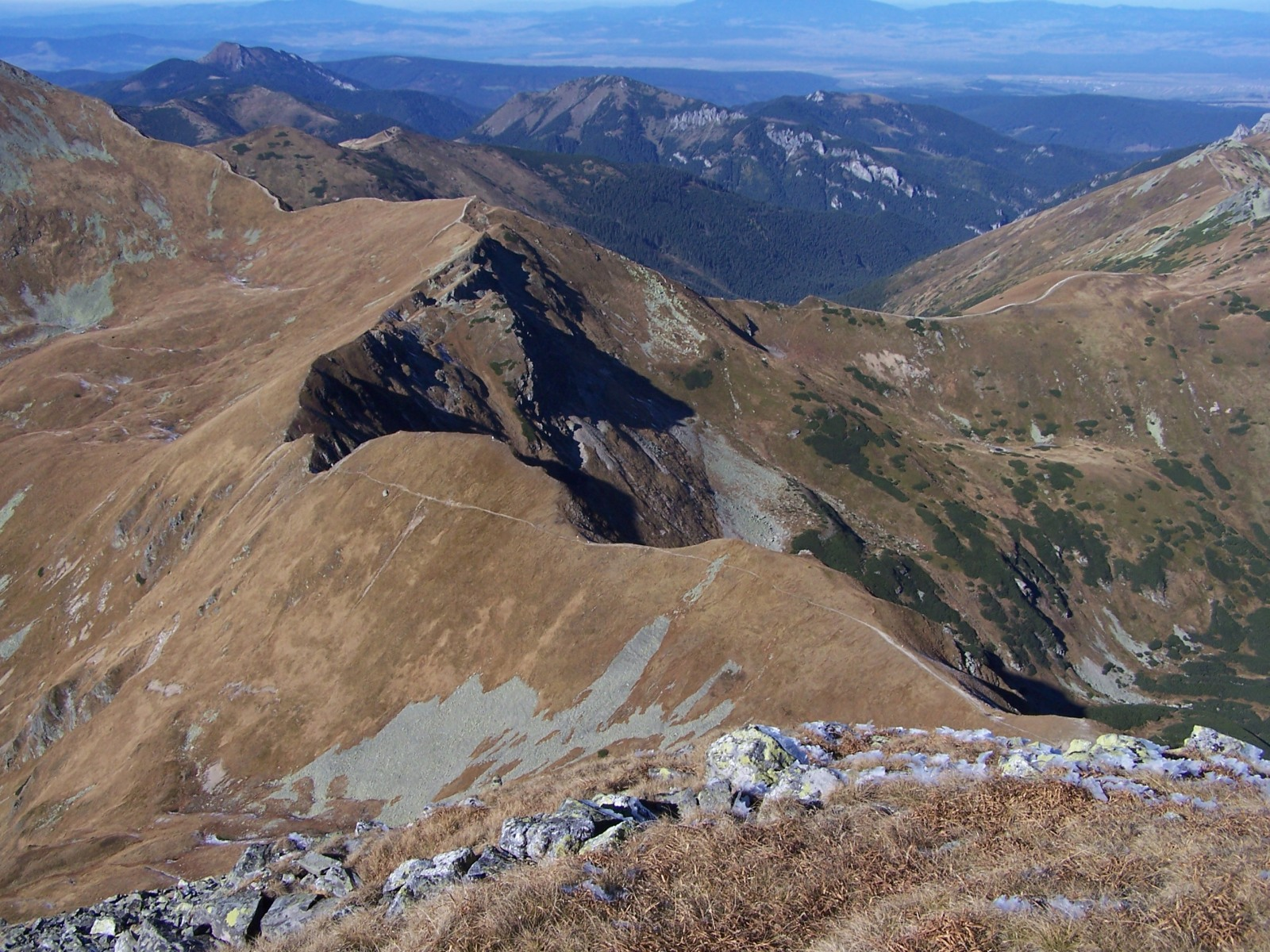
Na środku Siwy Zwornik, po jego prawej stronie Liliowy Karb

Liliowy Karb lub Gaborowa Przełęcz Wyżnia – niewielka przełęcz w Tatrach Zachodnich pomiędzy Siwym Zwornikiem a Liliowymi Turniami. Znajduje się na wysokości 1959 m w grani głównej Tatr, stanowiąc część grani pomiędzy Starorobociańskim Wierchem a Błyszczem. Biegnie nią granica polsko-słowacka. Zbudowana jest ze skał krystalicznych. Ma stosunkowo łagodne zbocza porośnięte niską murawą z sitem skuciną. Od polskiej strony wznosi się ponad Doliną Pyszniańską (górne odgałęzienie Doliny Kościeliskiej), od słowackiej strony ponad Doliną Gaborową. Miejsce jest nieco mylne orientacyjnie.
Co do nazewnictwa tej przełęczy istniało wiele nieporozumień. W dawnych przewodnikach i mapach nosi nazwę Raczkowa Przełęcz i jako taka figuruje ona (lipiec 2015) w państwowym rejestrze nazw geograficznych. Według Wielkiej encyklopedii tatrzańskiej nazwa ta może odnosić się do kilku przełęczy w Tatrach i lepiej jej nie używać, gdyż jest dwuznaczna i przez to myląca. Na niektórych późniejszych mapach nazywana była Gaborową Przełęczą Wyżnią, dla odróżnienia od Gaborowej Przełęczy Niżniej pomiędzy Siwym Zwornikiem a Starorobociańskim Wierchem. Na większości współczesnych map opisywana jest jako Liliowy Karb.

## Szlaki turystyczne
W okolicy przełęczy skrzyżowanie szlaków:
 – czerwony szlak prowadzący główną granią ze Starorobociańskiego Wierchu przez Gaborową Przełęcz Niżnią na Liliowy Karb, a stąd przez Liliowe Turnie, Banistą Przełęcz i Błyszcz do Pyszniańskiej Przełęczy. Odcinek udostępniony dla turystów tylko w okresie od 15 VI do 1 XI.
- Czas przejścia ze Starorobociańskiego Wierchu na Liliowy Karb: 25 min, ↑ 35 min
- Czas przejścia z Liliowego Karbu na Błyszcz: 45 min, ↓ 30 min

 – zielony szlak z Iwaniackiej Przełęczy grzbietem Ornaku przez Siwą Przełęcz i Siwe Turnie na Liliowy Karb, stąd dalej po stronie słowackiej (ten odcinek udostępniony dla turystów tylko w okresie od 15 VI do 1 XI) do Doliny Gaborowej.
- Czas przejścia z Siwej Przełęczy na Liliowy Karb: 20 min, ↓ 15 min
- Czas przejścia z Liliowego Karbu na Polanę pod Klinem: 1:10 h, ↑ 1:40 h